# Rio Matachel

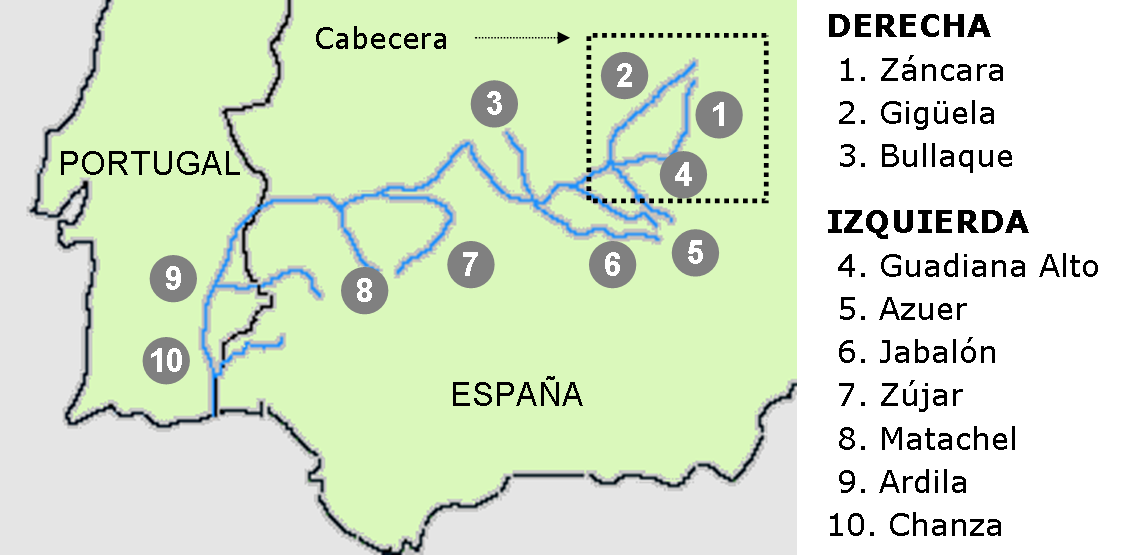
Localização do Matachel entre os afluentes do Guadiana.

O Matachel é um rio estremenho, afluente do Guadiana, no qual verte as suas águas depois de 124 km de percurso. Destaca pela sua grande bacia hidrográfica, que representa um 3,8 % do total da do Guadiana.

## Curso
O Matachel nasce na Serra Morena a 598 m de altitude, em Cortijo dele Bruto, cerca de Azuaga, sendo a direção geral do seu percurso ligeiramente SL-NO. O seu curso percorrre integramente na província de Badajoz, na qual divide pela metade a comarca da Terra de Barros, na que conforma a principal corrente fluvial. No seu trecho final, o curso está regulado pelas barragens de Alanje e Los Molinos. Desemboca nas proximidades das localidades de Dom Álvaro e La Zarza, relativamente próximas a Mérida, a capital extremenha, a uma altura de 205 msnm. O caudal médio anual do rio é de 99 hm³ (medição na represa de Los Molinos.
A bacia do Matachel é de escasso desnível, o que origina um percurso e uma drenagem sinuosa e densa, na que participam numerosos regatos estacionais. O clima mediterrâneo, próprio da zona marca grandes deferências estacionais no seu caudal, até ser practicamente testemunhal no Verão.

## Afluentes
Os tributários do Matachel são, em boa parte, regos estacionais. Destacam:
- Pela margem esquerda:
  - Bonhabal,
  - Retín, o mais longo dos afluentes, que conta como subafluente a Rivera de Usagre.
- Pela beira direita:
  - São Juan com o Palomillas.

## Fauna
Nas suas águas dá-se o Anaecypris hispanica (em castelhano jarabugo), endémico no Guadiana.